# باشگاه فوتبال زسکا روستوف-نا-دونو
باشگاه فوتبال زسکا روستوف-نا-دونو (روسی: ФК СКА Ростов-на-Дону) یک باشگاه فوتبال نظامی در شهر روستوف-نا-دونو کشور روسیه است. این باشگاه در لیگ حرفه‌ای فوتبال روسیه بازی می‌کند. این باشگاه در سال ۱۹۳۷ تأسیس شده‌است. SKA SKVO Stadium محل برگزاری بازی‌های خانگی این باشگاه است.